# Grządziel

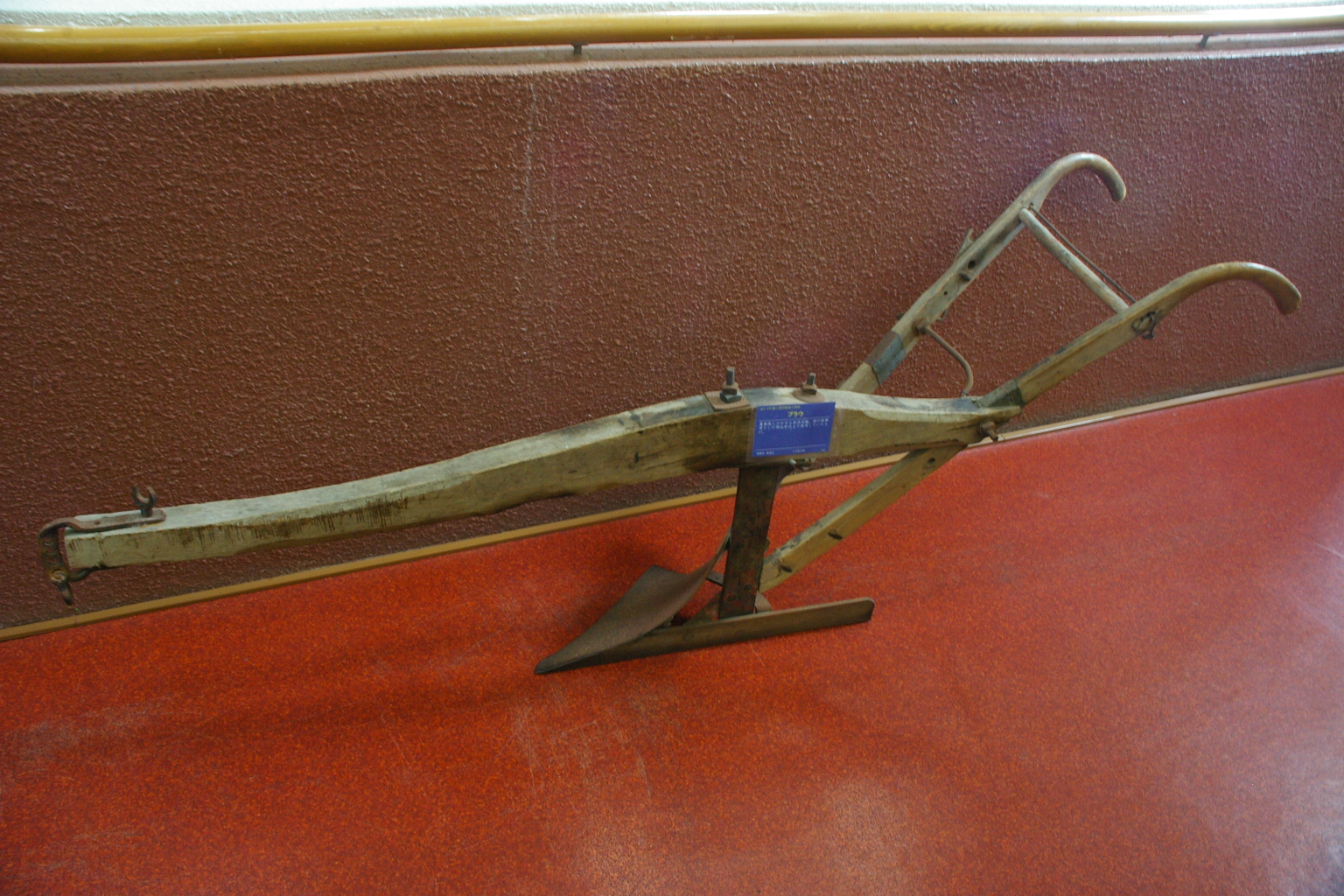
Drewniany pług z grządzielą.

Grządziel – część jednoskibowego pługa konnego, do którego przymocowany jest korpus pługa. Na grządzieli umieszczony jest regulator głębokości i szerokości skiby. Zakończony jest zaczepem.